# Hano
Pour l'île suédoise, voir Hanö.
Le hano (ou raga) est une langue océanienne parlée au Vanuatu par 6 500 locuteurs, dans le nord de l’île de Pentecôte (dite aussi Raga) et au sud de Maewo. Cette langue est aussi appelée Bwatvenua, Lamalanga, North Raga, Qatvenua, Raga, Vunmarama. Il présente peu de différences dialectales.

## Prononciation

### Consonnes
Le hano a dix-huit consonnes.
|            |            | Labio-vélaires | Bilabiales | Alvéolaires | Vélaire | Glottale |
| ---------- | ---------- | -------------- | ---------- | ----------- | ------- | -------- |
| Occlusives | Sourdes    |                |            | t           | k       |          |
| Occlusives | Sonores    | bʷ bw          | b          | d           | ɡ ḡ     |          |
| Fricatives | Fricatives | vʷ vw          | v          | s           | x g     | h        |
| Nasales    | Nasales    | mʷ mw          | m          | n           | ŋ n̄     |          |
| Latérale   | Latérale   |                |            | l           |         |          |
| Roulée     | Roulée     |                |            | r           |         |          |
| Spirante   | Spirante   | w              |            |             |         |          |

/ɡ/ est toujours prénasalisé, contrairement aux autres occlusives sonores qui ne sont prénasalisées qu’après une syllabe contenant une nasale. Les fricatives /vʷ/, /v/ et /x/ ont des allophones sourds et sonores en variante libre.

### Voyelles
Le hano a cinq voyelles.
|          | Antérieures | Postérieures |
| -------- | ----------- | ------------ |
| Fermées  | i           | u            |
| Moyennes | e           | o            |
| Ouverte  | a           | a            |

### Phonologie
Un mot peut commencer par une voyelle ou une consonne. Il n’y a pas de groupes de consonnes : les consonnes (seulement /m/, /n/, /ŋ/, /v/, /s/, /x/ et /l/) ne peuvent terminer une syllabe qu’en fin de mot. Les labio-vélaires n’apparaissent jamais avant une voyelle arrondie.
L’accent tonique tombe sur l’avant-dernière syllabe des mots, avec un accent secondaire toutes les deux syllabes à gauche.